# نهادگرایی نوین
نهادگرایی نوین رویکردی در مطالعه نهاد هاست که توجه آن به اثرات محدود کننده و مقدور کننده قوانین رسمی یا غیررسمی بر روی اشخاص یا گروه‌ها است.
نهادگرایی نوین اولین بار در سال ۱۹۷۷ توسط جامعه‌شناس جان میر معرفی شد.

## تاریخچه
مطالعه نهادها و روابط بینشان سالهاست که مورد توجه پژوهش‌های دانشگاهی بوده‌است. در اواخر قرن ۱۹ و اوایل قرن ۲۰ میلادی، نظریه پردازان اجتماعی شروع به نظم دادن به نوشتجات خود کردند. یکی از برجسته‌ترین امثال این نوشتجات اثر اقتصاددان و نظریه‌پرداز آلمانی، ماکس وبر بود؛ وبر بر روی ساختار سازمانی (یا همان دیوان‌سالاری) در جامعه، و نهادگرایانگی که تحت تأثیر قاعده «قفس آهنین» شکل گرفته و توسط دیوان‌سالاری سازمانی خلق شده بود، تمرکز نمود. در بریتانیا و ایالات متحده، مطالعات نهادهای سیاسی تا دهه پنجاه قرن ۲۰ میلادی بر علوم سیاسی حکمفرما بود. این رویکرد، که گاهی آن را نهادگرایی «قدیمی» می‌نامند، به تحلیل نهادهای رسمی دولت از دیدگاه تطبیقی توجه داشت. بدنبال این نوع از نهادگرایی، علوم سیاسی رخ داد که دیدگاه‌های جدیدی برای تجزیه و تحلیل سیاست مانند پوزیتیویسم، تئوری انتخاب عقلانی و رفتارگرایی به ارمغان آورد، و اولویت از نهادها به افراد تشکیل دهندهٔ آنها تغییر یافت. نهادگرایی نوین واکنشی به انقلاب رفتاری بود.
نهادگرایی در سال ۱۹۷۷ با مقاله تأثیرگذاری که توسط جان دبلیو مایر از دانشگاه استنفورد و دانشجوی دکترای وی برایان روون منتشر شد، احیای قابل توجهی را تجربه کرد.  فرمول اصلاح شده نهادگرایی که در این مقاله پیشنهاد شده‌است، تغییر قابل توجهی در نحوه انجام تحلیل نهادی ایجاد کرده‌است. تحقیقاتی که در پی آن انجام شد به عنوان نهادگرایی «نوین» شناخته شد، مفهومی که به‌طور کلی در ادبیات دانشگاهی به عنوان «نهادگرایی نوین» شناخته می‌شود.
در اوایل دهه ۱۹۸۰ هنگامی که پاول دی ماجیو و والتر پاول آگاهانه نظریه قفس آهنی وبر را مورد بازبینی مجدد قرار دادند، اصلاحات قابل توجه دیگری رخ داد. در دهه بعد، انبوهی از مقالات در این زمینه در بسیاری از رشته‌ها، از جمله رشته‌های خارج از علوم اجتماعی، مشاهده شد. نمونه‌هایی از مجموعه کارهای دهه بعد را می‌توان در اثر گلچین دی ماجیو و پاول در سال ۱۹۹۱ درزمینه جامعه‌شناسی یافت. در اقتصاد، اثر برنده جایزه نوبل داگلاس نورث نمونه ای برجسته است.
کاتلین تلن و سوون استینمو نهادگرایی جدید را با «نهادگرایی قدیمی» مقایسه می‌کنند، که اکثراً روی روایت‌های دقیق نهادها متمرکز شده بود و تمرکز کمی روی تحلیل‌های مقایسه ای داشت؛ بنابراین، نهادگرایی قدیمی برای پژوهش تطبیقی و نظریه تبیینی مفید نبود. این «نهادگرایی قدیمی» زمانی تضعیف شد که دانشمندان به‌طور فزاینده ای نشان دادند که چگونه قوانین رسمی و ساختارهای اداری موسسات رفتار بازیگران و نتایج سیاست‌ها را به درستی توصیف نمی‌کنند.
مطالعاتی که اخیراً انجام شده‌است تأکید بر رقابت بین منطق‌ و استدلال‌های گوناگون دارند، و توجه خود را معطوف منابع متنوع ناهمگن در زمینه ها و تعبیه نهادی ملاحظات فنی می‌کنند. مفهوم منطق معمولاً به باورها و قواعد فرهنگی گسترده‌تری اشاره دارد که شناخت را ساختار می‌دهد و تصمیم‌گیری را در یک زمینه هدایت می‌کند. در سطح سازمان، منطق می‌تواند توجه تصمیم گیرندگان اصلی را به مجموعه ای محدود از موضوعات و راه حل‌ها معطوف کند؛ این کار منجر به شکل‌گیری تصمیماتی منطقی می‌شود که هویت‌ها و استراتژی‌های موجود سازمانی را تقویت می‌کنند.  در راستای نهادگرایی نوین، نظریه سیستم حاکمیت اجتماعی تأکید می‌کند که نهادهای خاص و نمونه سازمانی آنها عمیقاً در محیط‌های فرهنگی، اجتماعی و سیاسی جای گرفته‌اند و ساختارها و عملکردهای خاص اغلب بازتابی از قوانین، عرف‌ها، و الگوهای ساخته شده در محیط گسترده‌تر هستند.

## گوناگونی مطالعات
رویکردهای علمی متعددی به عنوان بخشی از نهادگرایی نوین معرفی شده‌اند.

### نهادگرایی هنجاری
بخش عمده ای از مقدمه این مقاله مربوط به دیدگاهی هنجاری می‌شود که گاهی اوقات به عنوان نهادگرایی نوین «اصلی» شناخته می‌شود. نهادگرایی هنجاری تفسیری جامعه‌شناسی از نهادها است و معتقد است که «منطق مناسب بودن» رفتار بازیگران درون یک نهاد را هدایت می‌کند. این نوع نهادگرایی پیش‌بینی می‌کند که هنجارها و قوانین رسمی نهادها عملکرد کسانی را که در آنها فعالیت می‌کنند شکل می‌دهند. به گفته جیمز مارچ، «منطق مناسب بودن» به این معنی است که اقدامات «با استفاده از قوانینی که در هویت‌ها سازمان یافته‌اند» با موقعیت‌ها مطابقت دارند؛ بنابراین نهادگرایی هنجاری بدین باور است که رفتار بازیگران نهادی به سه چیز بستگی دارد: موقعیتی که بازیگران با آن روبرو می‌شوند، هویت بازیگران در آن موقعیت، و تجزیه و تحلیل بازیگر از قوانینی که به‌طور کلی رفتار او را در آن موقعیت کنترل می‌کنند.

### نهادگرایی انتخاب عقلانی
این رویکرد با نهادگرایی هنجاری در تضاد است: بدین منظور که در عوض طراحی مجموعه ای از اقدامات پیش‌بینی شده جهت به حداکثر رساندن سود، در این رویکرد هر بازیگر معینی در یک مؤسسه احساس محدودیت و موظف بودن به هنجارها و قوانین نهاد را داراست.
نهادگرایی انتخاب عقلانی از نظریه انتخاب عقلایی الهام گرفته‌است، اما با آن یکسان نیست. طرفداران این رویکرد استدلال می‌کنند که انتخاب‌های منطقی بازیگران سیاسی محدود است (این امر عقلانیت محدود شده نامیده می‌شود). این محدودیت‌ها مورد قبول اند، چرا که افراد می‌توانند اهداف خود را به بهترین وجه از طریق مؤسسات تحقق بخشند. به عبارت دیگر، نهادها سیستم‌هایی از قوانین و انگیزه‌های رفتاری هستند که در آن افراد سعی می‌کنند سود خود را به حداکثر برسانند.

### نهادگرایی تاریخی
بنا به اظهار این نوع از نهادگرایی، «تاریخ مهم است». مسیرهایی که در اوایل پیدایش یک مؤسسه انتخاب یا طراحی می‌شوند، معمولاً در طول توسعه مؤسسه نیز دنبال می‌شوند. نهادها بر اساس الگوی توسعه خود دستور جلسه ای اساسی، چه غیررسمی (نحوه انجام امور به‌طور کلی) و چه رسمی (مجموعه قوانین و تعامل نهادی)، در نظر خواهند گرفت.
از مفاهیم کلیدی این رویکرد، وابستگی است: مسیر تاریخی یک نهاد یا نهاد سیاسی معین منجر به وقایع تقریباً اجتناب ناپذیری خواهد شد. این امر در بعضی از موسسات ممکن است چرخه ای خود-ماندگار باشد: بدین معنا که گروهی از اقدامات منجر به شکل‌گیری اقداماتی نظیر خود می‌شود.

### نهادگرایی جامعه شناختی
نهادگرایی جامعه شناختی شکلی از نهادگرایی نوین است که مربوط به «روشی است که نهادها برای افراد معنا می‌آورند و عناصر مهم نظری را برای نهادگرایی هنجاری در علوم سیاسی فراهم می‌کنند». برخی از نهاد گرایان جامعه‌شناسی معتقدند که نهادها در سازمان‌ها شبیه به هم شده‌اند (که نشانگر نوعی همسانی است)، با این که به روش‌های مختلف تکامل یافته‌اند.
به گفته ریچارد اسکات، جامعه‌شناس سازمانی برجسته، «انطباق یا پیروی در بسیاری از شرایط صرفاً به دلیل غیرقابل تصور بودن سایر رفتارها رخ میدهد؛ به روزمرگی روی آورده می‌شود، چرا که به باورمان "روشی است که کارها را انجام می‌دهیم" و بنابراین امری بدیهی است» (ص 57). عاملی که به تصمیمات و اقدامات افراد جهت می‌بخشد نه ترس از مجازات یا تلاش برای انطباق است، و نه نوعی احساس تعهد اجتماعیست؛ بلکه بنا بر جنبه شناختی نهادگرایی نوین افراد گزینه‌های خاصی را انتخاب می‌کنند زیرا نمی‌توانند هیچ گزینه دیگری را تصور کنند.

### اقتصاد نهادی نوین
این رویکرد یک چشم‌انداز اقتصادی است که سعی دارد با تمرکز بر نهادها (یعنی هنجارها و قواعد اجتماعی و حقوقی) که اساس فعالیت اقتصادی هستند، و همچنین با تجزیه و تحلیلی فراتر از اقتصاد نهادی قبل از خود و اقتصاد نئوکلاسیک، اقتصاد را گسترش دهد. اقتصاد نهادی نوین را می‌توان گامی گسترده خواند که شامل جنبه هاییست که در اقتصاد نئوکلاسیک وجود ندارد. این رویکرد جنبه‌های اقتصاد سیاسی کلاسیک را از نوع کشف می‌کند. عمده محققان مرتبط با این موضوع عبارتند از: ماساهیکو آئوکی، آرمن آلچیان، هارولد دمستز، استیون چئونگ، آونر گریف، یورام بارزل، کلاد منارد (اقتصاددان)، دارون عجم‌اوغلو، و چهار برنده نوبل به نام‌های رونالد کوز، داگلاس نورث، الینور اوستروم، و الیور ئی. ویلیامسون. همگرایی چنین محققانی منجر به تأسیس انجمن اقتصاد نهادی و سازمانی (جامعه بین‌المللی اقتصاد نهادی نوین سابق) در سال ۱۹۹۷ شد.

### نهادگرایی برهانی
طرفداران نهادگرایی برهانی، مانند ویوین اشمیت، بر تأثیر ایده‌ها و گفتمان‌ها بر ثبات و تغییر نهاد تأکید می‌کنند.

### نهادگرایی ساختارگرا
نهادگرایان ساختارگرا بر این باورند که گفتمانهای سیاسی یا اجتماعی می‌توانند در ایجاد ارتباط مؤثر باشند: بازیگرانی که نظرات خود را به صورت علنی بیان می‌کنند می‌توانند منجر به تغییر اجتماعی یا هماهنگی کارکردها شوند؛ بنابراین ایده‌ها و معانی، مکانیزمی را برای بازیگران متعددی فراهم می‌کنند تا در مورد هنجارها و ارزش‌ها به توافق برسند و بنابراین تغییرات اجتماعی ایجاد کنند. این امر به‌طور فزاینده ای فراتر از علوم سیاسی می‌رود و به تئوری روابط بین‌الملل و تحلیل سیاست خارجی ملحق می‌شود.

### نهادگرایی فمینیستی
نهادگرایی فمینیستی یک رویکرد نهادگرایانه جدید است که «چگونگی عملکرد هنجارهای جنسیتی در نهادها و چگونگی ساخت و حفظ دینامیک قدرت جنسیتی» را در فرآیندهای نهادی بررسی می‌کند.